# 平ヶ崎王塚古墳
平ヶ崎王塚古墳（へがさきおうづかこふん）は、滋賀県高島市今津町日置前（ひおきまえ）・酒波（さなみ）にある古墳。形状は円墳。王塚古墳群を構成する古墳の1つ。滋賀県指定史跡に指定されている。

## 概要
滋賀県北部、箱館山から出る石田川左岸の、扇状地中央部に築造された大型円墳である。一帯では王塚古墳群・妙見山古墳群が分布し、それらの盟主墳に位置づけられる。
墳形は円形で、直径約56メートル・高さ約7メートル・墳頂部直径約18メートルを測る。墳丘は2段築成。墳丘外表で葺石・埴輪は認められていない。墳丘周囲には幅約12メートルの周溝が巡らされており、周溝を含めた古墳全体では直径約80メートルを測る。埋葬施設は明らかでなく、粘土槨または木棺直葬と推定される。
この平ヶ崎王塚古墳は、古墳時代中期の5世紀前半または後半の築造と推定される。被葬者は明らかでなく、時期は異なるが塩焼王（氷上塩焼）の墓とする伝承がある。平地に築造された古墳としては滋賀県内で最大級になる点で注目されるとともに、高島市内で他に「王塚古墳」として知られる田中王塚古墳（高島市安曇川町田中）とは墳丘規模・墳形・築造方法等に共通性が認められており、5世紀代の高島地域を考察するうえで重要な古墳になる。
古墳域は1987年（昭和62年）に滋賀県指定史跡に指定されている。

## 妙見山古墳群について
王塚古墳群に近接する妙見山古墳群は、石田川左岸に位置し妙見山丘陵に分布する。
この丘陵上に北東から東斜面にかけて方墳・円墳が 60基以上存在し、築造時期は、3世紀から7世紀後半である。
前期古墳の墳丘規模は約4メートル～15.5メートルと小さく、周囲に溝を巡らせる。
このことから弥生時代の方形周溝墓が祖形と考えられ、弥生時代の地縁や血縁を残す集団墓とされている。

妙見山古墳群C支群38号墳からは、4世紀末頃の遺物とともに鉄滓が出土している。
この遺物は、この地域の鉄生産の操業開始年代を考えるうえで重要な資料である。

## 文化財

### 滋賀県指定文化財
- 史跡
  - 王塚古墳 - 指定範囲面積は4,431平方メートル。1987年（昭和62年）3月30日指定[5]。

## 周辺
- 日置前遺跡 - 高島郡衙跡か。
- 日置前廃寺跡

## 関連文献
（記事執筆に使用していない関連文献）
- 「王塚古墳の調査」『今津町文化財調査報告書 第7集』今津町教育委員会、1987年。
- 「王塚古墳の調査」『町内遺跡発掘調査概要報告書 -日置前廃寺遺跡の調査・王塚古墳の調査 : 滋賀県高島郡今津町-』今津町教育委員会、2002年。